# Stalna razstava o Potočki zijalki
Stalna razstava o Potočki zijalki je bila odprta v juniju leta 1996. Nahaja se v Gostišču in muzeju Firšt v Logarski dolini. Pobudnika razstave sta publicist Peter Likar in lastnik gostišča Jože Firšt. Izvedba in postavitev sta delo Paleontološkega inštituta dr. Ivana Rakovca na SAZU. Razstava je posvečena akademiku prof.dr. Srečku Brodarju.
V muzeju so na panojih prikazana zgodovina odkrivanja Potočke zijalke, izkopavanja prof. Srečka Brodarja, razvoj in širjenje človeške vrste, izdelava kamnitih in koščenih artefaktov, ledenodobno živalstvo in rastlinstvo Slovenije ter poselitev v ledeni dobi.
Med artefakti izstopajo koščene konice, kamnita orodja, kopija prašivanke iz okrog 35.000 let pr. n. št. in lobanja jamskega medveda.
Na voljo je tudi multivizijska predstavitev v slovenskem jeziku.